# Agence publique de la Confédération germanique
L’agence publique de la Confédération germanique était une agence publique de la Confédération germanique de 1833 à 1842. Son siège était à Francfort-sur-le-Main. Elle représente la deuxième période de la Demagogenverfolgung au moment du Vormärz.

## Histoire
Après les décrets de Carlsbad, la commission centrale d'enquête de Mayence (de) est créée en 1819. À l'instigation de l'Autriche, les membres de la Confédération allemande fondent l'agence publique centrale fédérale en juin 1833 à la suite de la Frankfurter Wachensturm le 3 avril 1833. Elle comprend cinq juges et leurs référents ministériels représentant chacun des cinq États membres: l'empire d'Autriche, le royaume de Prusse, le royaume de Bavière, le royaume de Wurtemberg et le grand-duché de Hesse. L'agence collecte des informations et des données personnelles et coordonne la suppression des écrits révolutionnaires.
Dans le conflit sur la suprématie en Allemagne, elle est bientôt une pomme de discorde parmi les États participants. Dès 1835, le grand-duché de Bade, puis la Bavière et la Hesse tentent à nouveau de dissoudre cette autorité trop coûteuse. Metternich suggère à la place la création d'un bureau central d'information après le modèle du bureau d'information de Mayence (de). Les plans échouent à cause de l'objection de la Prusse, qui ne considère pas encore le travail des autorités comme achevé, et de l'attentat contre Louis-Philippe Ier le 28 juillet 1835.
En 1836, le nouveau ministre des Affaires étrangères de Bade, Friedrich Landolin Karl von Blittersdorf, tente de mettre en place une police fédérale centrale au lieu de l'agence publique. Metternich accepte, mais encore une fois ne réussit pas à rejeter la Prusse. En 1838, Metternich fait campagne pour une "commission judiciaire" ; mais fondamentalement, son projet préféré vient de recevoir un nouveau nom. La Prusse accepte avec l'espoir de pouvoir donner le ton à l'Autriche, qui est réduite à trois représentants. En revanche, la Bavière s'oppose en 1837 à tout changement d’autorité ; par peur de l'exclusion, il bloque l'initiative.
Frédéric-Guillaume IV, le nouveau roi de Prusse, plus libéral, restreint la Demagogenverfolgung en 1840 et publie un ordre du cabinet en août 1840 afin de dissoudre l'agence publique le plus rapidement possible. L'Autriche est opposée à la dissolution, car les actions persistent et une autorité ajournée pourrait être rétablie rapidement si nécessaire. Le Bundestag se prononce deux ans plus tard en faveur de l'Autriche. L'agence publique de la Confédération germanique est arrêtée en août 1842 et maintenue jusqu'en 1848.
Heinrich von Prieser (de) et Carl Ernst von Preuschen (de) figurent parmi les juges de l'Agence publique de la Confédération germanique.
315 protocoles de procédure avec plus de 7 300 paragraphes et un annuaire des coupables sont rédigés ; Le "Livre noir" est publié en 1838 et comprend, avec son addendum (1842), 2 140 personnes au total faisant l'objet de poursuites judiciaires pour des infractions politiques entre 1830 et 1842. La police n'utilise jamais ce répertoire en pratique.